# Lithurgus cornutus
Lithurgus cornutus är en biart som först beskrevs av Fabricius 1787.  Lithurgus cornutus ingår i släktet Lithurgus och familjen buksamlarbin. Inga underarter finns listade i Catalogue of Life.